# 德钦景天
德钦景天（学名：Sedum wangii）为景天科景天属的植物，为中国的特有植物。分布于中国大陆的云南等地，生长于海拔3,000米的地区，一般生长在山坡上，目前尚未由人工引种栽培。